# Peter Jaszczyk
Peter Gerhard Jaszczyk (* 3. Februar 1943 in Essen; † 31. August 2009 in Bottrop) war ein Betriebsratsvorsitzender der Adam Opel AG.

## Leben
Peter Jaszczyks gleichnamiger Vater (1901–1969) war Elektriker, seine Mutter Paula Saurusaitis (1910–1982) war Näherin. Er hatte einen jüngeren Bruder. Nach der Volksschule in Bottrop absolvierte er im Jahr 1957 eine Berufsausbildung zum Betriebsschlosser bei Krupp in Essen.
Ab dem Jahr 1962 war er bei der Adam Opel AG beschäftigt. Dort wurde er zunächst weiter zum Werkzeugmacher ausgebildet. Seit 1970 war er Betriebsratsmitglied, seit 1996 Betriebsratsvorsitzender und stellvertretender Gesamtbetriebsratsvorsitzender, Leitungsmitglied des Europabetriebsrates von General Motors sowie Aufsichtsratsmitglied.
Im Mai 1983 hatte der Verfassungsschutz versucht, Jaszczyk als V-Mann anzuwerben, was er ablehnte. Beim Folgetreffen kam es zu Handgreiflichkeiten. Jaszczyk enttarnte dessen Klarnamen dabei anhand eines gefundenen Lottoscheins. Jaszczyk wurde im Folgejahr wegen gefährlicher Körperverletzung und Nötigung zu einer Geldstrafe von 6000 D-Mark verurteilt. Wegen der Stimmenkaufaffäre im Betriebsrat trat er am 3. Juni 2002 von allen Ämtern zurück.
Jaszczyk war DKP-Mitglied, wechselte dann zur SPD und trat auch dort wieder aus. Für die Bundestagswahl 1990 kandidierte er erfolglos auf Platz 2 der Landesliste NRW der PDS/Linke Liste.
Anlässlich des Abbaus von Kapazitäten und Mitarbeitern bei Opel im Werk Bochum wurde er als Rentner in der Interessenvertretung der Bochumer Belegschaft erneut aktiv. Thomas van Zütphen beschrieb Jaszczykal diesbezüglich im Focus im Oktober 2004 als „ein Prototyp des Ruhrgebiets, wie gegossen für die Interessenvertretung der Arbeiter“. Martin Teigeler und Klaus Jansen schrieben im Dezember 2004 in der taz: „Beim Streik als renitenter Rentner zur Medienfigur geworden.“
Im Jahr 2005 trat er der Wahlalternative Arbeit und soziale Gerechtigkeit (WASG) bei. Jaszczyk wurde in den Landesvorstand der WASG in NRW gewählt. Er galt als bester Redner der WASG, verließ diese aber nach kurzer Zeit wieder. Am 22. Februar 2009 war er Diskussionsteilnehmer in der Anne-Will-Folge Die Job-Verlierer – Lohnt der Kampf um jeden Arbeitsplatz?
Aus der Ehe mit Edith Jaszczyk gingen zwei Töchter und ein Sohn hervor.

## Publikationen
- Die Kommunisten in den Septemberstreiks. In: Ökonomische Theorie, politische Strategie und Gewerkschaften. Auseinandersetzung mit neoreformisischen und neosyndikalistischen Anschauungen. Aus der Reihe Marxistische Taschenbücher, Institut für Marxistische Studien und Forschungen (Hrsg.), Verlag Marxistische Blätter, 1971, S. 214–215.